# SN 2011af
SN 2011af – supernowa typu IIn odkryta 11 stycznia 2011 roku w galaktyce A022554+1023. W momencie odkrycia miała maksymalną jasność 16,70m.